# Внина (деревня)
Внина — деревня в Бабаевском районе Вологодской области.
Входит в состав Дубровского сельского поселения, с точки зрения административно-территориального деления — в Дубровский сельсовет.
Расположена на левом берегу реки Внина. Расстояние по автодороге до районного центра Бабаево составляет 54 км, до центра муниципального образования деревни Дубровка — 17 км. Ближайшие населённые пункты — Званец, Клавдино, Ясное.
Население по данным переписи 2002 года — 16 человек.